# 酃县故城遗址
酃县故城遗址位于湖南省衡阳市珠晖区和平乡湖东村（原酃湖乡湖东村），是西汉至东晋时的酃县县城遗址。是衡阳市境内存续时间最长的一处古城遗址。
1952年，湖南省文物普查时发现酃县故城遗址。1959年，列为衡阳市文物保护单位。2011年，列为第九批湖南省文物保护单位。2017年，为建设酃县城址考古遗址公园，湖南省文物考古研究所组织衡阳市文物局等单位组成调查队，对遗址进行全面考古调查。
根据考古发现，遗址被分为城址区和墓葬区。一处长方形大城，和城内西北处的长方形小城组成了整个城池遗址。遗址现为地下埋藏状态。大城地面现为集中分布民居，宅旁有耕地。小城则是大面积耕地，零散分布民居。大城长约650米，宽约550米，总面积约4.5万平方米。小城长约350米，宽约250米。推测小城有三个城门。大城、小城皆有护城河、城墙留存。推测或因酃县并入临烝县，或因耒水、酃湖泛滥而荒废。